# Phil Esposito
Philip Anthony Esposito, OC (* 20. února 1942, Sault Ste. Marie, Ontario, Kanada) je bývalý kanadský hokejista, který odehrál 18 sezon v NHL na postu centra za týmy Chicago Blackhawks, Boston Bruins a New York Rangers. Je členem Hokejové síně slávy a považován za jednoho z nejlepších hráčů historie NHL: u příležitosti 100. výročí NHL byl v lednu 2017 vybrán jako jeden ze sta nejlepších hráčů historie ligy. Je bratrem dalšího člena Hokejové síně slávy, brankáře Tonyho Esposita.

## Hráčská kariéra

### Nižší ligy
Ještě jako teenager podepsal Esposito kontrakt s Chicago Blackhawks a v roce 1960 byl povolán do juniorského týmu Sarnia Legionnaires. V pouhých 32 zápasech nasbíral 47 gólů a 61 asistencí, což dává dohromady 108 bodů a průměr 3,3 bodu za zápas. V další skvělé sezoně hrál za St. Catharines Teepees v Ontario Hockey Association v roce 1962. Pak strávil dvě sezony na farmě Blackhawks St. Louis Braves. V první sezoně si připsal 90 bodů, ve druhé stihl odehrát pouze 46 zápasů, ale i tak si připsal 80 bodů.

### Chicago Blackhawks
V roce 1964 byl povolán do prvního týmu Blackhawks kde později hrál s hvězdným Bobbym Hullem, stal se skvělým tvůrcem hry a dvakrát ve čtyřech sezonách se umístil mezi nejlepšími střelci ligy.

### Boston Bruins
V roce 1967 byl společně s Kenem Hodgem a Fredem Stanfieldem vyměněn do Boston Bruins. Zatímco ještě moc nezaznamenaní Hodge a Stanfield se konečně stali hvězdami, Esposito se stal jedním z nejlepších střelců své doby a v roce 1969 také prvním hráčem, který si připsal 100 bodů v jedné sezoně. V letech 1969 a 1971–1974 získal Art Ross Trophy pro hráče s nejvyšším počtem bodů a šestkrát v řadě se stal nejlepším střelcem NHL.
Esposito byl jmenován do prvního výběru hvězd šestkrát v řadě mezi lety 1969 a 1974. V těchto dvou letech vyhrál Hart Trophy pro nejužitečnějšího hráče ligy. Bostonští fanoušci tiskli nálepky na nárazníky, na kterých bylo: "Ježíš vyráží puk, Espo skóruje z dorážky". Esposito nebyl dobrý bruslař, ale byl známý pro svou přítomnost u brány soupeře a umění dát gól ze všech úhlů.
V těchto letech Esposito vedl jednu z nejlepších útočných řad historie s Kenem Hodgem a Waynem Cashmanem. Společně s další superhvězdou, Bobby Orrem, vedl Bruins k ziskům Stanley Cupu v letech 1970 a 1972.
V sezoně 1970-71 vstřelil Esposito 76 gólů a překonal rekord. Jeho výkon byl překonán až v roce 1982 Waynem Gretzkym. Stejně tak překonal rekord v počtu bodů, jeho výkon, 152 bodů překonal opět Gretzky. Kromě těchto dvou hráčů se ještě dalším čtyřem podařilo překonat hranici 150 bodů. Jsou to Mario Lemieux, Steve Yzerman, Bernie Nicholls a Connor McDavid. Pouze Esposito, Gretzky, Lemieux, Brett Hull, Teemu Selänne a Alexander Mogilnyj vstřelili 76 nebo více gólů v sezoně. Esposito také stanovil dosud platný rekord v počtu střel v sezoně - 550. Pouze jediný hráč se mu dokázal přiblížit na sto střel, byl to Alexander Ovečkin.
Po výkonu na Summit Series, kde byl příkladným kapitánem a vůdcem kanadské reprezentace, získal v roce 1972 Lou Marsh Trophy pro nejlepšího mužského sportovce Kanady a Order of Canada. V roce 1976 hrál společně s hvězdami Bobbym Hullem a Marcelem Dionnem na Canada Cupu, o rok později ještě reprezentoval Kanadu na mistrovství světa.

### New York Rangers
V sezoně 1975-76 byl s Carolem Vadnaisem vyměněn do New York Rangers za Brada Parka, Jeana Ratella a Joa Zanussiho.
V Rangers už nebyl tak dobrý jako dříve, přesto ale v každé sezoně vedl bodování týmu a v roce 1979 svůj tým dostal až do finále Stanley Cupu, kde ovšem prohráli.
4. listopadu 1977 vstřelil svůj 600. gól ve Vancouveru a stal se prvním hráčem, který tuto hranici zdolal v dresu Rangers.
V roce 1981 ukončil kariéru, byl druhý v historickém bodování a v počtu gólů za Gordiem Howem a třetí v asistencích za Howem a Stanem Mikitou.

## Kariéra manažera a trenéra
Esposito byl generálním manažerem a trenérem New York Rangers tři roky uprostřed osmdesátých let. Za své četné výměny si vysloužil přezdívku "Obchodník Phil". Za tyto tři roky uskutečnil více výměn než Vancouver Canucks v celých osmdesátých letech. Nejznámějšími výměnami byla výměna, ve které přivedl legendu Marcela Dionna z Los Angeles Kings a výměna, ve které poslal do Quebec Nordiques první výběr v draftu za kouče Michela Bergerona.
Později chtěl založit hokejový tým v Tampě, na Floridě. Dostal se ale do sporu se společností Compuware Group, která chtěla aby tým hrál v nedalekém St. Petersburgu. Esposito ale spor vyhrál a nový tým v Tampě dostal jméno Tampa Bay Lightning. Compuware pak koupili Hartford Whalers a přestěhovali se do Severní Karolíny. Esposito byl prezidentem a manažerem Lightning od začátku v roce 1992 až do roku 1998.
Hned v první sezoně se stal prvním manažerem v historii NHL, který podepsal smlouvu s ženou, Manon Rhéaume. Později, ve své autobiografii ale napsal, že to byl pouze reklamní trik. Esposito je nyní spolukomentátorem na zápasech Lightning a uvádí pořad NHL Home Ice na rádiu XM.
Esposito byl uveden do Hokejové síně slávy v roce 1984. V prosinci 1987 bylo jeho číslo 7 vyřazeno týmem Boston Bruins. Tehdejší superstar Ray Bourque se už při ceremoniálu vyřazení vzdala svého čísla 7 a nahradila ho číslem 77.
Philův bratr Tony je také oceněn Hokejovou síní slávy. Bývalý hráč NHL Alexander Selivanov, nyní hrající za HYS The Hague v nizozemské Eredivisii je Espositův zeť.

## Výkon, ocenění
1968-69 - Art Ross Trophy, Hart Trophy

1969-70 - Stanley Cup

1970-71 - Art Ross Trophy, Lester B. Pearson Award

1971-72 - Stanley Cup, Art Ross Trophy

1972 - Lou Marsh Trophy pro nejlepšího kanadského sportovce roku

1972-73 - Lester B. Pearson Award, Art Ross Trophy

1973-74 - Art Ross Trophy, Hart Trophy

1977-78 - Lester Patrick Trophy

1984 - uveden do Hokejové síně slávy

3. prosince 1987 - jeho číslo 7 vyřazeno týmem Boston Bruins

1998 - jmenován číslem 18 v žebříčku nejlepších hráčů hokejové historie časopisem The Hockey News

2007 - společně s bratrem Tonym přidán na Chodník slávy v Sault Ste. Marie

2009 - jmenován číslem 23 v žebříčku nejvýznamnějších členů týmu New York Rangers v knize 100 Ranger Greats

Účast v Utkání hvězd NHL v letech 1969–1975, 1977, 1978 a 1980.

Jmenován do prvního výběru hvězd NHL v letech 1969–1974.

Jmenován do druhého výběru hvězd NHL v letech 1968 a 1975.

Ukončil kariéru jako druhý nejlepší střelec historie, druhý v historickém bodování a třetí v počtu asistencí v historii.

5. nejlepší střelec historie, 21. v historickém počtu asistencí a 10. v historickém bodování.

Drží rekord v počtu střel v sezoně - 550 ze sezony 1970-71.

Historický na třetím místě v počtu vítězných gólů - 118. - Více vítězných gólů mají pouze Gordie Howe (121) a Jaromír Jágr (122)

Třináct sezon se třiceti či více góly v řadě - druhý v historii.